# Kagoshima United FC
El Kagoshima United FC (鹿児島ユナイテッドFC Kagoshima Yunaiteddo Efushī?) es un club de fútbol de Japón ubicado en la ciudad de Kagoshima, en la prefectura homónima. Jugará en la J3 League a partir de la temporada 2025. Fue fundado producto de la fusión entre los antiguos clubes Volca Kagoshima y FC Kagoshima, quienes disputaban la Kyushu Soccer League (la liga regional de Kyushu) anteriormente. Su segundo equipo participa en la Kyushu Soccer League.

## Historia

### Orígenes (1959-2013)
El Volca Kagoshima fue fundado en 1959 y fue uno de los fundadores de la Kyushu Soccer League en 1973. El equipo había avanzado a la Liga Japonesa de Ascenso cinco veces, pero nunca logró ascender al nivel superior, Japan Football League (JFL).
El FC Kagoshima fue fundado en 1994 como afiliado al Instituto Nacional de Fitness y Deportes en Kanoya. Había ascendido a la Kyushu Soccer League tan pronto como en 2004 y cambió su nombre por el de Osumi NIFS United FC.
Tanto Volca como NIFS habían estado buscando la manera de subir a la JFL por separado. La idea de un equipo fusionado de Volca y FC Kagoshima había sido discutida por la Asociación de Fútbol de la Prefectura de Kagoshima ya en 2012, pero no se llegó a un acuerdo en ese entonces. Aunque Volca y FC Kagoshima habían solicitado la afiliación a la J. League por separado, ambas partes reanudaron su conversación sobre la unificación, para finalmente acordar unir sus equipos y así apuntar a la promoción a la J. League. Como ambos clubes habían avanzado a la ronda final de la Liga Japonesa de Ascenso en 2013, el equipo fusionado obtuvo la promoción a la JFL de 2014.

### Kagoshima United (2014-actualidad)
El Volca Kagoshima y el FC Kagoshima se fusionaron en 2014 y se formó el Kagoshima United. En noviembre de 2015, después de concluir en zona de promoción en ese año, reciben una licencia de J. League para participar en J3. Mientras que en noviembre de 2018 se hizo público el acuerdo entre el club y el Deportivo Alavés (Primera División) para que el club japonés desarrolle su proyecto futbolístico de primer nivel y de cantera.

## Uniforme
- Uniforme titular: Camiseta azul marino, pantalón blanco, medias azul marino.
- Uniforme alternativo: Camiseta blanca, pantalón azul marino, medias blancas.

| Titular | Alternativo |

## Nombre y escudo
El escudo del club tiene las ilustraciones de Sakurajima y de la bahía de Kagoshima, que simbolizan a la prefectura de Kagoshima. En el fondo hay dos franjas de colores distintos: la roja representa a Volca, mientras que la azul claro, a FC Kagoshima.

## Jugadores

### Jugadores en préstamo
| Prestados |         |     |                 |         |                   |
| 17        | Japón ! | DEL | Yuma Kawamori   | 28 años | Azul Claro Numazu |
| 28        | JPN !   | DEF | Masafumi Terada | 31 años | Veertien Mie      |

### Jugadores destacados
La siguiente lista recoge algunos de los futbolistas más destacados de la entidad.
| Japón - Hirotaka Uchizono (2010-2017) - Yuki Kuriyama (2011-2014) - Kentoku Noborio (2013-) - Katsuya Senzaki (2013-2014) - Hiroto Yamamoto (2013-2016) - Shohei Yanagizaki (2014-2015) - Takamasa Yamazaki (2015) - Shun Aso (2016) - Takayuki Fujii (2016-2017) |

## Récord
| Año  | Div. | Eqs. | Pos. | Asistencia/P | Copa del Emperador |
| ---- | ---- | ---- | ---- | ------------ | ------------------ |
| 2014 | JFL  | 18   | 2    | 1.825        | Segunda ronda      |
| 2015 | JFL  | 18   | 4    | 2.624        | Primera ronda      |
| 2016 | J3   | 16   | 5    | 3.665        | Primera ronda      |

Notas
- Eqs. = Número de equipos
- Pos. = Posición en liga
- Asistencia/P = Asistencia por partido

## Rivalidades
Derbi de Kyushu
El derbi de Kyushu considera a todos los enfrentamientos de los clubes de la región de Kyushu con excepción del derbi de Fukuoka, es decir que en él participan el Avispa Fukuoka, Giravanz Kitakyushu, Sagan Tosu, V-Varen Nagasaki, Roasso Kumamoto, Oita Trinita y Kagoshima United.
Derbi de Hisatsu
El rival tradicional del Kagoshima United es el Roasso Kumamoto, los vecinos prefectorales y los dos jugaban en la liga regional de Kyushu desde 1983 hasta 2005. Los partidos entre los dos clubes se denominan el derbi de Hisatsu (肥薩ダービー, "el derbi de Kumamoto-Kagoshima").
Partido Shimaiken
También conocido como el partido de las prefecturas hermanas, haciendo alusión la obra de Hirata Yukie (vasallo del dominio de Satsuma, actual Kagoshima), quien ayudó a prevenir las inundaciones del río Kiso (ubicado en Gifu) en 1754 por órdenes del Shogunato Tokugawa. Enfrenta a los equipos dominantes de cada una de estas prefecturas, el FC Gifu y el Kagoshima United.

## Palmarés

### Volca Kagoshima (1959-2013)
- Liga Regional de Kyushu (3): 1974, 1986, 2013

### FC Kagoshima (1994-2013)
- Liga Regional de Kyushu (1): 2012